# Katastrofa kolejowa w Białymstoku (2010)
Wypadek kolejowy w Białymstoku – wypadek kolejowy, który miał miejsce 8 listopada 2010 roku o godzinie 5:30 na stacji Białystok w okręgu nastawni wykonawczej Bł1.

## Opis zdarzenia
Do wypadku w Białymstoku doszło około godziny 5:30. Zderzyły się ze sobą pociąg towarowy Orlen KolTrans nr 112861 relacji Płock Trzepowo – Sokółka i pociąg towarowy PKP Cargo nr 55272 relacji Białystok – Warszawa Praga. Pociąg towarowy Orlen KolTrans złożony był z lokomotyw spalinowych M62 i TEM2 oraz 32 wagonów cystern wypełnionych paliwem ciekłym. Pociąg towarowy PKP Cargo składał się z dwóch lokomotyw elektrycznych ET22 i 7 wagonów, z których 2 były wagonami cysternami z gazem propan-butan, a 5 węglarkami załadowanymi złomem.
Na skutek zderzenia doszło do wykolejenia pociągu spółki Orlen KolTrans, a następnie zapalenia się lokomotywy TEM2, rozszczelnienia i wybuchu jednego z wagonów cystern z paliwem (BLEVE). Eksplozja wywołała pożar, który objął lokomotywę M62 i siedemnaście z trzydziestu dwóch wagonów składu. Około godziny 7:20 eksplodował drugi z wagonów cystern. Pożar rozprzestrzenił się na infrastrukturę kolejową, nastawnię wykonawczą i zagroził sąsiadującym z linią kolejową budynkom Zakładu Wschodniego PKP Energetyka.
Na skutek kilkugodzinnego pożaru, którego dogaszanie zostało zakończone około godziny 1:00 następnego dnia, nastąpiły liczne uszkodzenia infrastruktury kolejowej stacji Białystok – torów, sieci trakcyjnej i nastawni wykonawczej Bł1. Ponadto zniszczeniu uległo siedemnaście wagonów z olejem napędowym i benzyną oraz dwie lokomotywy spółki Orlen KolTrans (M62 i TEM2).
Zarzut nieumyślnego sprowadzenia katastrofy w ruchu kolejowym został postawiony przez prokuraturę rejonową Białystok-Południe dwóm maszynistom prowadzącym pociąg towarowy Orlen KolTrans. Podejrzewani byli oni o zignorowanie sygnału na semaforze wskazującego nakaz zatrzymania się.
Rozmiar i skutki wypadku (pomimo braku ofiar śmiertelnych) zostały przyrównywane przez naczelnika Wydziału Ratownictwa Technicznego i Ochrony Przeciwpożarowej PKP PLK do zderzenia pociągów, jakie miało miejsce 19 sierpnia 1980 roku na szlaku Otłoczyn – Brzoza Toruńska. W związku ze zdarzeniem ruch pociągów na białostockim węźle kolejowym został wstrzymany całkowicie na kilka dni. W 2011 roku, kilka miesięcy po wypadku, mimo przywrócenia ruchu pociągów okręg nastawczy Bł1 pozostawał nieczynny, a pociągi towarowe z kierunków: Czeremcha, Warszawa, Ełk nie mogły zostać bezpośrednio przyjęte na grupę torów towarowych stacji Białystok. Wymuszało to wjazd pociągów towarowych przez głowicę wschodnią stacji. Spółka PKP PLK oszacowała, że prace naprawcze i odbudowa zniszczonej infrastruktury kolejowej miały potrwać do 2017 roku.

## Ustalenia PKBWK
W dniu 7 grudnia 2011 roku Państwowa Komisja Badania Wypadków Kolejowych opublikowała raport z badania wypadku. Organ ten stwierdził, że bezpośrednią przyczyną wypadku na stacji w Białymstoku było niezatrzymanie się pociągu nr 112861 przed semaforem drogowskazowym B1/2 wskazującym sygnał Sr1 „Stój”.

### Pociągi biorące udział w wypadku
Pociąg 1. nr 55272: Towarowy PKP Cargo relacji Białystok – Warszawa Praga prowadzony lokomotywą elektryczną ET22-1030. Skład pociągu ET22-1055 (nieczynna), 2 cysterny serii Zagkks wypełnione węglowodorami gazowymi, 4 węglarki Eaos wypełnione złomem stalowym, wagon kryty serii Hbikklls próżny.
Pociąg 2. nr 112861: Towarowy Orlen KolTrans relacji Płock Trzepowo – Sokółka prowadzony dwiema lokomotywami spalinowymi M62-0689 i TEM2-198. Skład pociągu 12 cystern wypełnionych olejem napędowym, 20 cystern wypełnionych destylatem ropy naftowej.

### Miejsce zderzenia i panujące warunki
Wypadek miał miejsce w obrębie stacji towarowej Białystok w okręgu nastawni wykonawczej Bł1 w torze nr 1a, rozjazd nr 7, w km 175,170 linii kolejowej 006 Zielonka – Kuźnica Białostocka, obszar zarządcy infrastruktury PKP PLK S.A. Zakład Linii Kolejowych w Białymstoku.

### Przebieg zdarzenia
Pociąg towarowy nr 112861 relacji Płock Trzepowo – Sokółka w stacji Białystok, tor nr1a km 175,170 rozjazd nr 7, prowadzony dwiema czynnymi lokomotywami M62-0689+TEM2-198, nie zmniejszył prędkości po minięciu tarczy ostrzegawczej ToB wskazującej sygnał Ot1 oraz nie zatrzymał się przed semaforem drogowskazowym B1/2 wskazującym sygnał Sr1 „STÓJ”. Spowodowało to wjechanie w bok czwartego wagonu pociągu nr 55272 relacji Białystok – Warszawa Praga, prowadzonego lokomotywą ET22-1030 z doprzęgiem ET22-1055, wyjeżdżającego z toru nr 107 na tor nr 2a po prawidłowo ułożonej drodze przebiegu na sygnał Sr3 „Wolna droga ze zmniejszoną prędkością”, podany na semaforze E2. W wyniku zderzenia nastąpiło wykolejenie obu lokomotyw pociągu nr 112861, wraz z 17 cysternami oraz trzech ostatnich wagonów pociągu nr 55272. W wyniku zderzenia pociągów, rozpruciu uległ zbiornik paliwa lokomotywy TEM2-198, co spowodowało wyciek, a w konsekwencji zapłon paliwa. Łatwopalny ładunek spowodował rozprzestrzenienie się pożaru.

### Zestawienie poszkodowanych
Nikt nie zginął ani na miejscu wypadku, ani wskutek odniesionych obrażeń. Rannych zostało 2 maszynistów i 1 strażak.

## Akcja ratunkowa
Akcję ratunkową prowadziło 39 zastępów PSP i OSP. W sumie w operacji udział wzięło około 160 strażaków. Ze względu na wysoką temperaturę oraz groźbę wybuchów akcja była prowadzona w bardzo trudnych warunkach. Ogień został opanowany około południa. Jednakże prace związane ze schładzaniem cystern, trwały jeszcze kilka godzin po ugaszeniu ich. Przed drugim wybuchem udało się uratować 15 cystern. Dodatkowym zagrożeniem były łatwopalne ładunki stojące na pobliskich bocznicach np. węgiel kamienny.

## Dochodzenie i ustalenie przyczyny wypadku
Badaniem przyczyn wypadku zajmowała się Państwowa Komisja Badania Wypadków Kolejowych (PKBWK) w Ministerstwie Transportu, Budownictwa i Gospodarki Morskiej. Zespołem powypadkowym kierowała Lilla Andrejuk. W dniach 13–16 listopada 2010 roku odbyły się oględziny miejsca wypadku. W składzie komisji byli przedstawiciele PKBWK oraz spółek PKP PLK, Orlen KolTrans, Hagans Logistic i PKP Cargo.
Raport komisji podaje, że główną przyczyną wypadku było:

Niezatrzymanie się pociągu nr 112861 przed semaforem drogowskazowym B1/2 wskazującym sygnał Sr1 „Stój”.

Ponadto raport podaje również przyczynę pierwotną, czyli zignorowanie wskazań tarczy ostrzegawczej ToB1/2. Raport wskazuje również na: nieprawidłową reakcję maszynisty pociągu nr 55272, który mógł ograniczyć lub zapobiec wypadkowi, nieprawidłową reakcję nastawniczego posterunku Bł11, który nie zareagował widząc zbliżający się ze zbyt dużą prędkością pociąg nr 112861. Ponadto błąd popełnił również dyżurny ruchu dysponujący posterunku Błd stacji Białystok, który wyprawił pociąg nr 55272, wcześniej niż zakładał to rozkład jazdy, powodując konieczność zamknięcia drogi dla pociągu nr 112861. Błędy te były pośrednimi przyczynami wypadku.
Wydarzenie było przedmiotem badań naukowych nt. niebezpieczeństw w ruchu kolejowym.